# Erwin Wilking
Erwin Wilking (* 15. Januar 1899 in Dortmund; † 4. April 1945 in Castrop-Rauxel) war ein deutscher Landschaftsmaler und Radierer der Düsseldorfer Schule.

## Leben
Von 1915 bis 1917 war Wilking Schüler der Kunstgewerbeschule Düsseldorf. 1918 hatte er unter Gustav Lindemann ein Engagement als Schauspieler in Nebenrollen am Schauspielhaus Düsseldorf. Die Kunstakademie Düsseldorf besuchte er von 1929 bis 1934. Dort war Wilhelm Schmurr sein Lehrer. Wilking zählte zu den Eifelmalern, die in den 1920er und 1930er Jahren den Ort Kronenburg entdeckten und sich dort einquartierten. Er wohnte und arbeitete als „Kunstmaler“ in Düsseldorf. 1920 debütierte er dort in der Galerie von Alfred Flechtheim. Er nahm außerdem an Großen Kunstausstellungen in Düsseldorf teil. 1942 und 1943 war Wilking auf der Großen Deutschen Kunstausstellung im Haus der Kunst in München vertreten, 1943 mit dem Gemälde Abendstunde in der Eifel.